# Banca di Pennsylvania
La Banca di Pennsylvania, o Bank of Pennsylvania, era un monumentale edificio eretto a Filadelfia su disegno di Benjamin Latrobe.

## Storia e descrizione
Si trattava di uno dei primi edifici marcatamente neoclassici di tutti gli Stati Uniti, commissionato nel 1798 e realizzato negli anni seguenti.
Il palazzo, a pianta rettangolare con una cupola al centro, riprendeva le forme dei templi dell'antichità greca e romana, con due leggeri porticati ionici sui lati minori.
Nel 1870 l'edificio fu demolito, causando una grave perdita per l'architettura americana.